# Agnieszka Pajączkowska
Agnieszka Pajączkowska (ur. 1986 w Warszawie) – polska artystka fotografka, kulturoznawczyni, animatorka kultury, kuratorka. Najbardziej znana z projektu Wędrowny Zakład Fotograficzny. Jej teksty naukowe publikowane są m.in. w Dwutygodniku, Krytyce Politycznej, Res Publice, Wysokich Obcasach czy w Widoku. Jej zainteresowania akademickie i artystyczne obejmują historię fotografii, antropologię, etnografię oraz związki lokalnych historii z codziennymi praktykami.

## Życiorys
Urodziła się w 1986 roku w Warszawie. Ukończyła kulturoznawstwo na Uniwersytecie Warszawskim, a także studia doktorskie w Instytucie Kultury Polskiej tamże, oraz Studium Fotografii Związku Polskich Artystów Fotografików.
Związana z Towarzystwem Inicjatyw Twórczych „ę” i projektem "Młodzi menedżerowie kultury" oraz członkini sieci Latających Animatorów Kultury, gdzie jako animatorka kultury popularyzowała sztukę fotograficzną wśród młodzieży. Współpracowała z Muzeum Sztuki Nowoczesnej w Warszawie. Współtworzy Towarzystwo Krajoznawcze Krajobraz.
Jako jedyna fotografka, była jedną z osób kultury, obok m.in. Agaty Diduszko-Zyglewskiej, Jacka Dehnela, Łukasza Najdera czy Olgi Tokarczuk, która podpisała list otwarty polskich środowisk twórczych przeciw wypowiedzi Ministra Spraw Zagranicznych Witolda Waszczykowskiego dotyczącej uchodźców.
W 2015 roku otrzymała stypendium Ministra Kultury i Dziedzictwa Narodowego w obszarze „Sztuki wizualne” w 2015 roku. Rok później została nagrodzona tytułem "Kulturysta Roku 2016" Radiowego Domu Kultury Radiowej Trójki. W 2017 roku została członkinią rady programowej wrocławskiego TIFF Festival, zaś w 2018 warszawskiego Instytutu Fotografii Fort.
W 2020 została finalistką Nagrody im. Ryszarda Kapuścińskiego, razem z Pawłem Piotrem Reszką i laureatką Katarzyną Kobylarczyk. Została nominowana do Poznańskiej Nagrody Literackiej – stypendium im. Stanisława Barańczaka 2020. Otrzymała również wyróżnienie do Nagrody im. Beaty Pawlak a także otrzymała Nagrodę Literacką Prezydenta Miasta Białegostoku im. Wiesława Kazaneckiego w kategorii książka roku 2019.
Od kilku lat mieszka we Wrocławiu.

## Wędrowny Zakład Fotograficzny

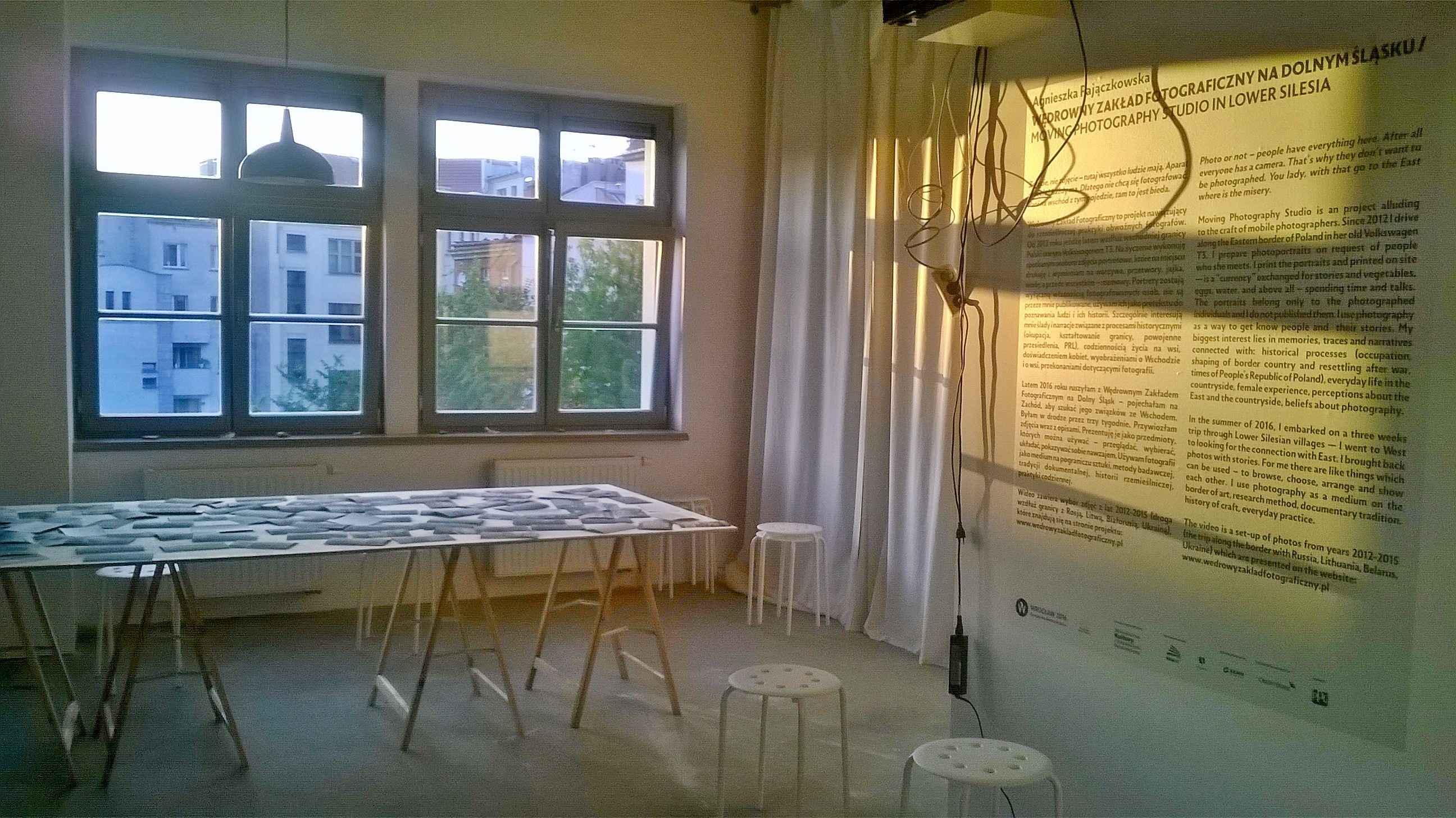
Wędrowny Zakład Fotograficzny na Dolnym Śląsku, wystawa na TIFF Festival, Wrocław 2016

Od 2012 realizuje swój autorski projekt Wędrowny Zakład Fotograficzny. Podróżując po Polsce z aparatem cyfrowym i drukarką, tworzyła zdjęcia portretowe losowo napotkanym osobom w zamian za ich historie. Działanie to nawiązywało do wędrownych, sezonowych fotografów popularnych na przełomie XIX i XX wieku.
Zdjęcia te były pretekstem do osobistego a zarazem wielowymiarowego spojrzenia na badane przez Pajączkowską regiony i ich mieszkańców. Jej twórczość ma charakter interdyscyplinarny, realizuje Zakład jako projekty fotograficzne, animacyjne czy reporterskie. Zaistniał w wielu formach, m.in. strony internetowej czy wystawy fotografii.

Swoje doświadczenia z wyjazdów Pajączkowska opublikowała również w 2019 roku jako literacki reportaż. Dziennikarz kulturalny Włodzimierz Kalicki, porównując projekt Zakładu do intencji prekursora realizmu, Stendhala, ocenił:
Ludzkie doświadczenia dopiero zaplecione we wspólnotę losu opowiadają prawdę, której podważać, bo niby jest przypadkowa i jednostkowa, nie sposób. Ta prawda woła i płacze z niepoliczonych opowieści Pajączkowskiej: człowieka nie wolno wyrwać z jego miejsca na ziemi i rzucić gdzieś tam, bo jakiś paluch postukał w mapę. Bohaterowie „Wędrownego zakładu” cierpią na brak pieniędzy, brak zdrowia, brak miłości, ale ich cierpieniem największym (...) jest brak swojego miejsca na ziemi.

Jednostkowy charakter dzieł ujawnia o wiele większe tematy historyczne, skupione zwłaszcza wokół akcji przesiedleńczej "Wisła". Pajączkowska, zaczynając od miejscowości Sejny, odwiedzała głównie tereny przygraniczne: Podkarpacie, Lubelszczyznę, Podlasie, Suwalszczyznę, a także Dolny Śląsk. Poprzez historie o realiach życia w przygranicznych wsiach ukazywała obraz o wiele szerszy: repatriantów wysiedlonych z Kresów Wschodnich na "Ziemie Odzyskane", relacji polsko-żydowskich, polsko-ukraińskich czy nawet tragedii rzezi wołyńskiej. W historiach i zdjęciach Zakładu pojawiają się także problemy ksenofobii, postępującej urbanizacji i jej skutków demograficznych. Jaka mówi sama Pajączkowska:
Być może jest to ostatni moment, by znaleźć w Polsce osoby, które faktycznie potrzebują zdjęć, to znaczy żyją we wsiach tak odległych od miast, są na tyle stare lub ubogie, że fotografia jest czymś, do czego nie mają na co dzień dostępu. Trafiłam do wsi, których mieszkańcy sami mówili mi: „Ta wieś się kończy”.
Bezpośredni i antropologiczny wymiar Zakładu zbliża jej działania do twórczości reportażysty Krzysztofa Kąkolewskiego czy fotografki Zofii Rydet, która była dla autorki dużą inspiracją, chociaż sama Pajączkowska nie uważa się za fotografkę.
Przez 5 lat działania Wędrownego Zakładu Fotograficznego Agnieszka Pajączkowska przejechała w sumie 4,5 tys. kilometrów i odwiedziła ponad 200 miejscowości tworząc 200 portretów.

## Wystawy i projekty
- Migawki. Seminarium wizualne, Towarzystwo Inicjatyw Twórczych „ę”, 2013[22]
- Tożsamości odzyskane. Interwencje, 2014[23]
- Wizualny Eksperyment Muzealny, Stowarzyszenie Katedra Kultury, 2014[24]
- Coś, co zostanie. Lokalne działania z Zapisem socjologicznym Zofii Rydet, Fundacja im. Zofii Rydet, 2015[25]
- Wędrowny Zakład Fotograficzny na Dolnym Śląsku, TIFF Festival, Wrocław 2016[26]
- Album rodzinny: SPOJRZENIA, Dom Spotkań z Historią w Warszawie, 2016-2017[27]
- Przywiezione, TIFF Festival, Wrocław 2017[28]
- Co widzisz? Patrzenie na archiwalne fotografie w Gdyni, Muzeum Miasta Gdyni, 2018[29]
- Gospodyni programu telewizyjnego „Daleko od miasta”

## Publikacje
- Wędrowny Zakład Fotograficzny, Wydawnictwo Czarne, 2019, ISBN 978-83-8049-892-1[17]

- A co wyście myślały? Spotkania z kobietami z mazowieckich wsi, razem z Aleksandrą Zbroją, Wydawnictwo Poznańskie, 2019[30]
- Nieprzezroczyste. Historie chłopskiej fotografii, Wydawnictwo Czarne, Wołowiec 2023, ISBN 978-83-8191-729-2 (Wycofane)[31]

## Kontrowersje
Cały nakład książki Nieprzezroczyste. Historie chłopskiej fotografii został wycofany po zawarciu ugody między Wydawnictwem Czarne a spadkobiercami jednego z bohaterów książki. Na stronie wydawnictwa zamieszczono informację o usunięciu całego rozdziału "Jak to, co wiem, zmienia to, co widzę" z powodu "nieuprawnionego i błędnego połączenia personaliów Franciszka Kulpy, fotografa amatora i organisty, urodzonego w 1890 roku w Gniewczynie, zamieszkałego w Kosinie, a następnie w Białobrzegach, z personaliami noszącego to samo imię i nazwisko, lecz urodzonego później i niepowiązanego z nim rodzinnie komendanta Ochotniczej Straży Pożarnej w Gniewczynie, którego podwładni mieli związek z „wyłapywaniem" i mordowaniem Żydów w Gniewczynie w 1942 roku". Autorka zamieściła też przeprosiny w Gazecie Wyborczej w wydaniu z dnia 9.07.2024 roku.